# Eucalyptus diversifolia
Eucalyptus diversifolia là một loài thực vật có hoa trong Họ Đào kim nương. Loài này được Bonpl. mô tả khoa học đầu tiên năm 1814.